# У Дуньї
У Дуньї (кит.: 吳敦義; піньїнь: Wú Dūnyì; нар. 30 січня 1941) — китайський політик, голова Виконавчого Юаня Республіки Китай у 2009—2012 роках та віце-президент держави у 2012—2016 роках.

## Кар'єра
1970 року здобув ступінь бакалавра гуманітарних наук, закінчивши Національний тайванський Університет.
1990 року став мером Гаосюна, пробув на тій посаді до 1998. 2007 року очолив Гоміндан.
У вересні 2009 року очолив уряд Республіки Китай.